# Xenillus capitatus
Xenillus capitatus är en kvalsterart som beskrevs av Balogh och Sandór Mahunka 1977. Xenillus capitatus ingår i släktet Xenillus och familjen Xenillidae. Inga underarter finns listade i Catalogue of Life.